# 酒木凜平
酒木 凜平（さかき りんぺい、1999年11月12日 - ）は、ジャパンラグビーリーグワン東芝ブレイブルーパス東京に所属するラグビーユニオンの選手。

## プロフィール
- 岡山県岡山市出身[1]。
- ポジションはプロップ(PR)、フッカー(HO)。
- 身長 178 cm、体重 100 kg

## 略歴
5歳からラグビーを始めた。
2018年、御所実業高校卒業後、大東文化大学に入学。
2021年、大東文化大学ラグビー部の主将に就任。
2022年、コベルコ神戸スティーラーズに加入。
2023年2月5日に行われたJAPAN RUGBY LEAGUE ONE第7節相模原ダイナボアーズ戦にて途中出場でリーグワン公式戦初出場を果たして、デビュー戦でトライを挙げた。
2024年8月、東芝ブレイブルーパス東京に加入。